# Антоні Ґожалчинський
Анто́ні Ґожалчи́нський (пол. Antoni J. Gorzałczyński, роки життя не відомі) — польський письменник та перекладач.
Навчався у Імператорському університеті Святого Володимира у Києві наприкінці 1850-х років. В 1860-х —1870-х писав статті з історії Польщі та України. Відомий виданням у 1862 році в Києві польською мовою збірки творів Тараса Шевченка з передмовою: балада «Тополя», поеми «Катерина», «Тарасова ніч», «Іван Підкова», «Наймичка», «Москалева криниця» та ліричні поезії (всього 24 твори), в тому числі 8 рядків «Заповіту», що було першим перекладом його польською.
Збірку було перевидано у 1873 році у Кракові, окремі твори публікувалися й пізніше.

## Праці
- Gorzałczyński A. J. Przekłady pisarzów małorossyjskich. Taras Szewczenko (z portretem). — t. 1. — Kijów, 1862.